# Muzio Clementi
Muzio Clementi (23. ledna 1752 Řím – 10. března 1832 Evesham) byl italský hudební skladatel, klavírista, hudební učitel, dirigent, hudební vydavatel, editor a výrobce klavírů. Je nazýván „Otcem moderní klavírní techniky“. Proslavily ho především jeho sonatiny a etudy.

## Život

### Dětství
Mutius Philippus Vincentius Franciscus Xaverius Clementi se narodil 23. ledna 1752 v Římě jako nejstarší syn významného a váženého stříbrníka jménem Nicolo Clementi (1720–1789) a jeho druhé ženy Magdaleny Caisar (snad německého nebo švýcarského původu). Byl pokřtěn následujícího dne v bazilice San Lorenzo in Damaso. Měl sedm mladších sourozenců, z nichž jen tři přežili: Gaetano (1757–1806), později též hudebník, Maria Luigia (nar. 1759) a Regina (nar. 1764).
Když mu bylo šest let, začal se studiem hudby — nejprve u svého příbuzného Antonia Buroniho (1738–1792), později se učil u varhaníka Giovanni Batisty Cordicelliho, u kastráta Giuseppe Santarelliho (1720–1790) a u Gaetana Carpaniho (1692–1785), který byl ve své době považován za nejpřísnějšího učitele kontrapunktu v Římě. Clementi byl tak nadán, že již v devíti letech zastával místo varhaníka a ve dvanácti letech složil čtyřhlasou mši a také oratorium Martirio de'gloriosi Santi Giuliano e Celso WO 1, z něhož se však dochovalo pouze libreto.

### Vzdělání v Anglii
Zámožný Angličan Peter Beckford (1740–1811) pobýval v letech 1765 až 1766 v Římě a byl nadšen hudebním talentem čtrnáctiletého Clementiho. Se souhlasem rodičů se zavázal pečovat o mladíkovo další vzdělávání po dobu sedmi let, tedy do Clementiho 21 let. Vzal ho na své venkovské sídlo v Dorsetu v jihovýchodní Anglii. Zde dostal Clementi na přání svého mecenáše důkladné vzdělání, cvičil denně osm hodin na cembalo, zejména díla Georga Friedricha Händela, Johanna Sebastiana Bacha a Domenica Scarlatiho. Na oplátku měl svého mecenáše bavit hudbou. V té době složil klavírní sonátu G dur WO 14 a šest klavírních sonát op.1.
V roce 1770 koncertoval poprvé veřejně. Publikum bylo nadšeno jeho výkonem a tímto úspěchem byl dán podnět k úspěšné dráze klavírního virtuoza.
V roce 1774 byl osvobozen od závazků, které měl vůči Peteru Beckfordovi. Odešel do Londýna, kde se s úspěchem účastnil hudebního života jako pianista, skladatel a dirigent (od klavíru) v královském divadle King's Theatre.

### Evropská koncertní cesta

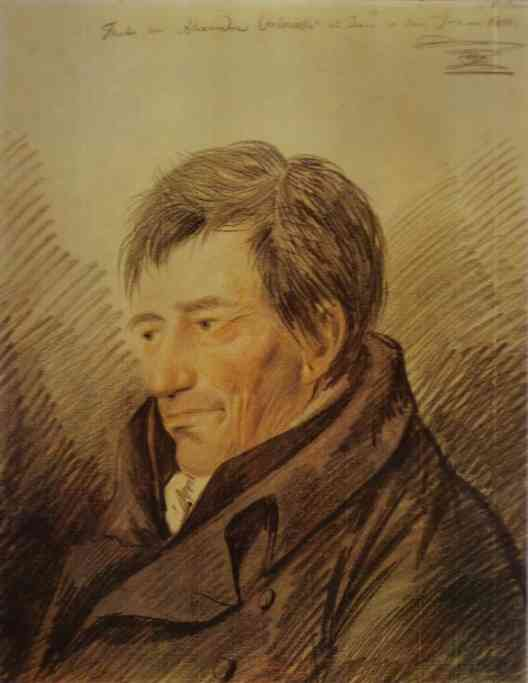
Muzio Clementi na obraze Aleksandra Orłowského

Povzbuzen úspěchy v britském hlavním městě, vydal se na koncertní cestu po Evropě. V roce 1780 vystoupil v Paříži před Marií Antoinetou, a poté, co hrál v Mnichově a Salcburku koncertoval i před jejím bratrem, císařem Josefem II. ve Vídni.
Josef II. zorganizoval klavírní soutěž Clementiho s Wolfgangem Amadeem Mozartem v Hofburgu na Štědrý den roku 1781, aby pobavil sebe a své hosty. Soutěž skončila nerozhodně. Oba hráči osvědčili velkou dovednost v improvizaci i v provedení vlastních skladeb. Mozart se sice v dopise otci vyjádřil trochu opovržlivě o Clementim, jako o pouhém virtuózovi bez hlubší invence, Clementi naproti tomu byl Mozartovou hudbou nadšen a obdivoval ji, jak to později svěřil pianistovi Ludwigu Bergerovi. Navzdory přezíravému názoru na Clementiho tvorbu Mozart později převzal melodii z Clementiho klavírní sonáty B dur op.24,č.2 do své předehry ke Kouzelné flétně. Clementi při každém pozdějším vydání této sonáty trval na dovětku, že tato sonáta byla zkomponována deset let před Mozartovou Kouzelnou flétnou.

### Skladatelem a učitelem v Anglii
Roku 1783 se Clementi vrátil zpět do Anglie. Na podzim téhož roku se stal jeho žákem pianista, klavírní pedagog a stavitel klavírů Johann Baptist Cramer. V roce 1786 Clementi komponoval tři houslové sonáty op. 15, 1787 Capriccio B dur pro klavír op. 17 a dvě Symfonie op. 18. 1790 napsal klavírní koncert C dur WO 12, a 1791 vzniklo 6 klavírních sonát op.25.
Roku 1794 se stal jeho žákem John Field, skladatel a klavírista, který měl později vliv na skladatele Chopina. 1797 složil Clementi 6 klavírních sonát op. 36. V devadesátých letech se Clementi začal profilovat i jako vydavatel hudebnin a stavitel klavírů. V roce 1798 byla slavná firma pro stavbu klavírů Longman & Broderip přejmenována na Clementi & Co. Pod vedením skladatele stavěl tento podnik klavíry a zveřejňoval také díla všech slavných hudebníků té doby, hlavně Beethovenova, včetně děl samého Clementiho.

### Další cesta
Roku 1802 započal Clementi další cestu, tentokrát s Fieldem. Tato cesta trvala celkem osm let. Nejprve navštívili Paříž, pak Vídeň, kde se setkal s Josephem Haydnem. V dalším městě, Sankt Petěrburgu John Field zůstal, zatímco Clementi pokračoval dále do Drážďan, Prahy, Curychu, Lipska a Berlína, kde se seznámil s Caroline Lehmannovou, dcerou hudebníka Georga Gottfrieda Lehmanna. V září roku 1804 se s ní oženil a odcestovali spolu na další cestu do Říma a Neapole. V září 1805 se jim narodil syn, ale devět dní po porodu matka zemřela. Po této ráně osudu odešel Clementi přes Rigu a Sankt Petěrburg do Vídně, kde kromě jiného vstoupil v obchodní jednání s Ludwigem van Beethovenem o vydávání jeho skladeb ve svém londýnském nakladatelství. Beethoven si velice cenil Clementiho díla. Ve stejném roce, 1807, kdy Clementi jednal s Beethovenem, vyhořelo skladiště jeho londýnské továrny na klavíry, a to mu způsobilo velkou finanční ztrátu. V dalších letech se vydal přes Řím a Milán zpět do Londýna, kam dorazil v roce 1810.

### Zpět v Anglii
6. června 1811 se Clementi znovu oženil, tentokrát v Pancras Church s Emmou Gisborne. Toto manželství bylo šťastné a narodily se z něho čtyři děti: Vincent, Caecilia Susannah, Caroline a John. Clementi byl celkem třikrát ženat.
V roce 1813 se Clementi podílel na založení Královské filharmonické společnosti(Royal Philharmonic Society) a byl jmenován jejím ředitelem. Přibližně v této době se seznámil s dalšími významnými hudebníky. Byli to např. skladatel a varhaník Samuel Wesley, skladatel, klavírista a dirigent Ferdinand Ries a skladatel a klavírista Friedrich Kalkbrenner.
V roce 1801 Clementi zkomponoval Symfonii C dur WO 32, v roce 1815 Symfonii G dur WO 34, roku 1817 začal práci na jednom ze svých nejproslulejších děl — Gradus ad Parnassum op.44, učebnici pro klavír sestávající ze 100 etud, které dokončil v roce 1821. Podnikl další cestu do Paříže se zastávkou ve Frankfurtu nad Mohanem v letech 1816–1818 a do Paříže se vrátil ještě v roce 1821 a dirigoval své symfonie v Mnichově a Lipsku. V té době zkomponoval Fantazii pro klavír C dur op. 48. Svou poslední cestu podnikl v roce 1827 do Paříže a Německa, kde chtěl vydat svá díla. Roku 1823 vznikly tři klavírní sonáty op. 50. V roce 1824 ho navštívil Ferenc Liszt, v roce 1827 navštívil skladatele, klavíristu a dirigenta Ignaze Mochelese a improvizoval před ním na banketu na Händelovo téma, v roce 1829 Clementiho navštívil Felix Mendelssohn-Bartholdy.
Své poslední veřejné vystoupení Clementi uskutečnil v roce 1828, poté se postupně stáhl z veřejného života. Po mnoha úspěších se Clementi na konci života uchýlil na své venkovské sídlo Evesham, kde také ve stáří 80 let zemřel. Jeho pohřbu, konaného 29. března 1832, se zúčastnilo mnoho lidí včetně několika žáků. Jeho hrob byl ještě téhož roku přenesen do jižní části Westminsterského opatství vedle hrobu Wilhelma Schielda a Johanna Petera Salomona. Na náhrobku je označen jako otec klavíru.

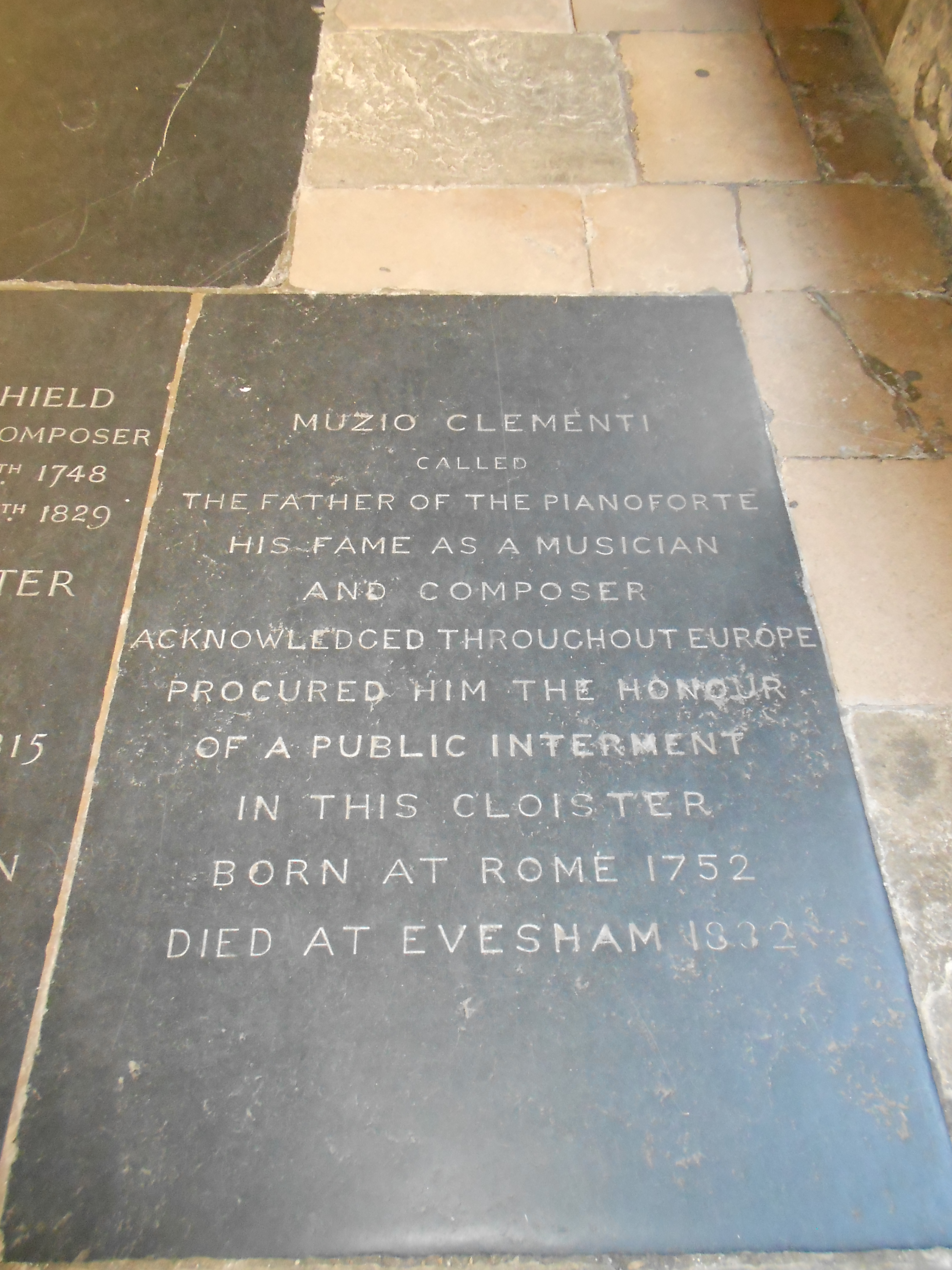
Náhrobní deska Muzia Clementiho ve Westminsterském opatství

## Dílo

### Recepce díla
Muzio Clementi měl velký vliv na své mladší kolegy, klavíristy a skladatele. Beethovenovy klavírní skladby byly na čas ovlivněny Clementiho stylem z 80. a 90. let, někteří úspěšní klavíristé byli Clementiho žáky. Jeho klavírní škola „Introduction to the Art of Playing on the Piano Forte“ platila za standardní dílo, sonatiny op.36 a sbírka Gradus ad Parnassum (stále znovu přepracovávána a upravována klavíristy a pedagogy, jako např. úprava od Carla Taussiga) si podržely dodnes svou důležitost. Známý je i odkaz Clauda Debussyho na Clementiho v jeho klavírní suitě Dětský koutek, kde vstupní část nese název Doctor Gradus ad Parnassum.
Italský skladatel Alfredo Casella (1883–1947) se pokusil poukázat na Clementiho symfonické dílo tím, že části čtyř symfonií bez opusového čísla přepracoval, zkompletoval a znovu sestavil. Především to byl však klavírista Vladimir Horowitz (1903–1989), který se zasadil o Clementiho dílo a jeho nejlepší sonáty hrál na koncertech a v nahrávacích studiích. Dnes existuje již kompletní nahrávka celého klavírního díla na 18 CD, kterou pořídil italský klavírista Pietro Spada ve spolupráci s Georgem Dardenem ve čtyřručních skladbách. Kromě toho existují nahrávky jednotlivých skladeb od jiných pianistů jako jsou např. Lilya Zilbersteinová, Maria Tipo, Andreas Staier a další.

### Číslování skladeb
Označení op., zkratka pro latinské „opus“, tj. dílo, se u Clementiho vztahuje na dřívější spolehlivější tisky, často se pak neshodují s číslováním v pozdějších populárních vydáních.
Označení WO se vztahuje na katalog Clementiho díla, pořízeným anglickým hudebním vědcem Alanem Tysonem. Je to zkratka anglických slov work without opus number, což znamená dílo bez opusového čísla.
Označení Op-sn se vztahuje na italské vydání souborného díla Clementiho Edizione Nationale Italiana dell´Opera Omnia di Muzio Clementi. Op-sn znamená „Opera senza numero“, dílo bez opusového čísla.

### Seznam děl
- Op. 1, 6 sonát pro klavír, věnováno Siru Peteru Beckfordovi
- Op. 1a, 5 sonát pro klavír 1 duet pro dva klavíry
- Op. 2, 3 sonáty pro klavír a flétnu nebo housle a 3 sonáty pro klavír
- Op. 3, 3 dueta pro klavír na čtyři ruce a 3 sonáty pro klavír a flétnu nebo housle
- Op. 4, 6 sonát pro klavír a flétnu nebo housle
- Op. 5, 3 fugy pro klavír a 3 sonáty pro klavír a housle
- Op. 6, 3 fugy pro klavír, 2 sonáty pro klavír a housle a 1 duet pro klavír na čtyři ruce
- Op. 7, 3 sonáty pro klavír
- Op. 8, 3 sonáty pro klavír
- Op. 9, 3 sonáty pro klavír (1782)
- Op. 10, 3 sonáty pro klavír (1782)
- Op. 11, Sonáta in E flat Major a Toccata in B flat Major klavír (1782)
- Op. 12, 4 sonáty pro klavír a Duet pro dva klavíry (1782)
- Op. 13, 3 sonáty pro klavír a flétnu nebo housle a 3 sonáty pro klavír sólo
- Op. 14, 3 dueta pro klavír na čtyři ruce
- Op. 15, 3 Sonatas sonáty pro klavír a housle
- Op. 16, La Chasse pro klavír
- Op. 17, Capriccio pro klavír
- Op. 18, 2 symfonie pro orchestr
- Op. 19, Hudební charakteristiky pro klavír
- Op. 20, Sonáta pro klavír
- Op. 21, 3 sonáty pro klavír, flétnu a violoncello
- Op. 22, 3 sonát pro klavír, flétnu nebo housle a violoncello
- Op. 23, 3 sonáty pro klavír
- Op. 24, 2 sonáty pro klavír
- Op. 25, 6 sonát pro klavír
- Op. 26, Sonáta pro klavír
- Op. 27, 3 sonáty pro klavír, housle a violoncello
- Op. 28, 3 sonáty pro klavír, housle a violoncello
- Op. 29, 3 sonáty pro klavír, flétnu nebo housle a violoncello
- Op. 30, Sonáta pro klavír a housle
- Op. 31, Sonáta pro klavír a flétnu
- Op. 32, 3 sonáty pro klavír, flétnu a violoncello
- Op. 33, 3 sonáty pro klavír
- Op. 34, 2 sonáty a 2 capriccia pro klavír
- Op. 35, 3 sonáty pro klavír, housle a violoncello
- Op. 36, 6 sonatin pro klavír
- Op. 37, 3 sonáty pro klavír
- Op. 38, 3 sonatiny pro klavír
- Op. 39, 12 valčíky pro klavír, triangl a tambourinu
- Op. 40, 3 sonáty pro klavír (No. 1 in G major; No. 2 in B minor; No. 3 in D major)
- Op. 41, Sonáta pro klavír
- Op. 42, Úvod do umění hry na klavír (1801)
- Op. 43, Dodatek k Úvodu do umění hry na klavír (1820-1821)
- Op. 44, Gradus Ad Parnassum. (klavírní etudy, 1817, 1819, 1826)
- Op. 45, Sonáta pro klavír
- Op. 46, Sonáta pro klavír
- Op. 47, 2 capriccia pro klavír
- Op. 48, Fantasie a variace na Au Clair de Lune pro klavír
- Op. 49, 12 Monferrinas pro klavír
- Op. 50, Sonáta in G minor "Didone abbandonata" pro klavír

Bez opusových čísel
- Sonatina pro klavír
- Black Joke (pro klavír)
- skladba pro klavír
- 2 písně pro soprána klavír
- Mr. Collick's Minuet pro klavír
- Sonáta pro klavír, flétnu a violoncello
- Praktická harmonie pro varhany nebo klavír
- Rondo in B-Flat pro klavír
- Melodie různých národů pro zpěv a klavír
- Variazioni su un tema di Mozart 'Batti, batti'
- 12 skladeb pro klavír
- Koncert pro klavír a orchestr (C-dur)
- 5 skladeb pro klavír na čtyři ruce
- Kánon ve třech částech pro dvoje housle a violu
- 2 nonety pro flétnu, hoboj klarinet fagot, lesní roh, housle, violu, violoncello a kontrabas
- Symfonie č. 1 C-dur
- Symfonie č. 2 D-dur
- Symfonie č. 3 G-dur (Velká národní symfonie)
- Symfonie č. 4 D-dur
- Apertura (2 ouvertury a Minuetto pastorale pro orchestr)